# 永贾伊
23°11′11″S 46°53′03″W / 23.18639°S 46.88417°W

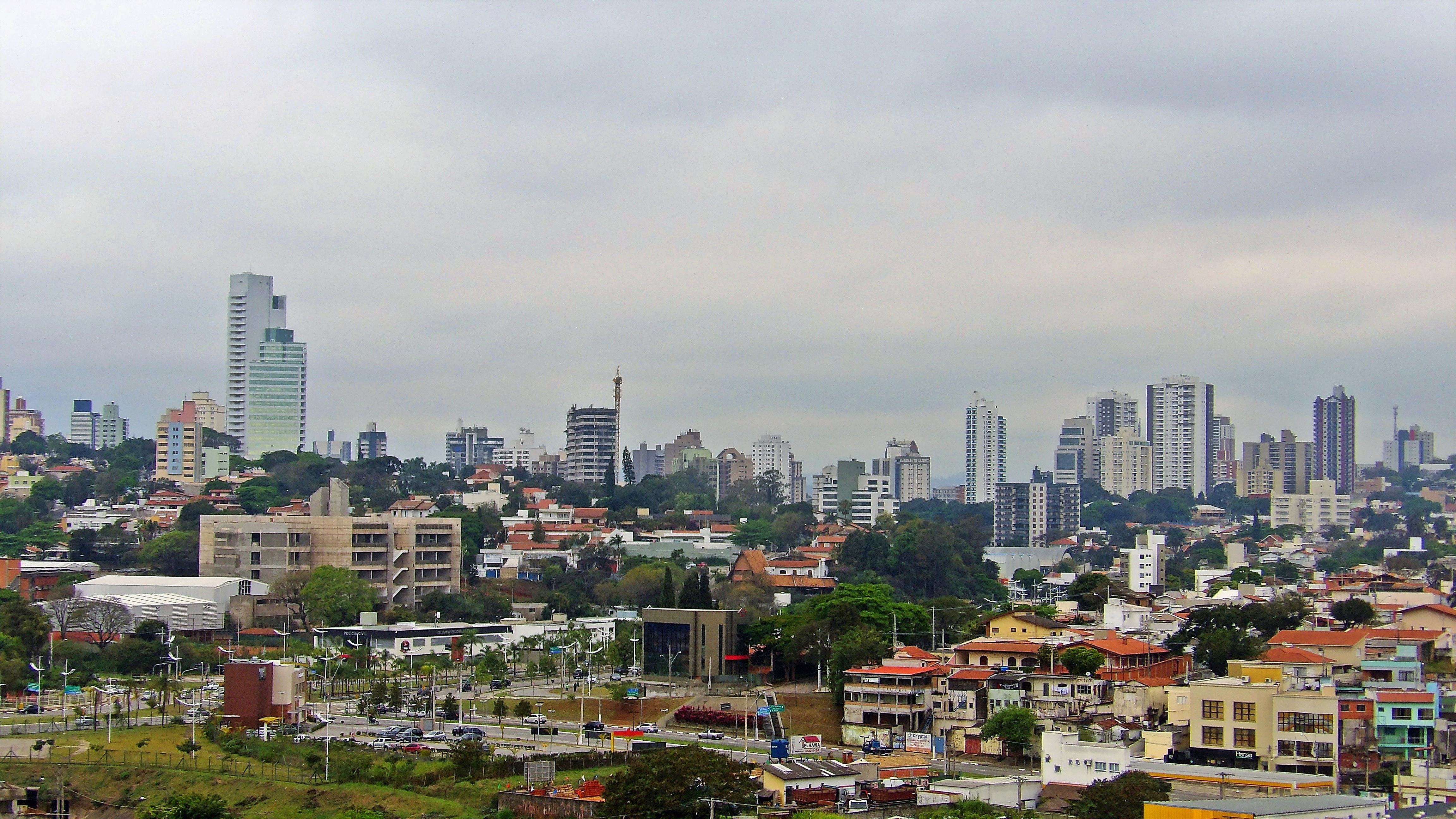
永贾伊

容迪亞伊（葡萄牙語：Jundiaí）是巴西的城市，位於該國東南部，由聖保羅州負責管轄，距離聖保羅約50公里，始建於1655年12月14日，面積431平方公里，海拔高度761米，2009年人口370,126。

## 外部連結
- （葡萄牙文） Official web page of City Hall* （葡萄牙文） （页面存档备份，存于）